# Премия TVyNovelas за лучшую режиссуру
Премия TVyNovelas за лучшую режиссуру (исп. Mejor dirección de escena) — престижная ежегодная награда лучшему режиссёру теленовелл производства телекомпании Televisa, присуждаемая в рамках премии TVyNovelas. Первая награда в этой номинации была вручена в 1985 году Раулю Арайсе за режиссирование теленовеллы «Предательство».

## Номинанты и победители
В списке приведены сведения о номинантах и победителях, сгруппированные по церемониям (годам) и десятилетиям. В таблицы включены имена режиссёров и названия теленовелл, за которые получена номинация.
Победители каждого года указаны первыми в списке, выделены полужирным шрифтом на золотом фоне.

### 1980-е
| Год  | Название теленовеллы            | Режиссёр(ы)                     |
| ---- | ------------------------------- | ------------------------------- |
| 1985 | Предательство                   | Рауль Арайса                    |
| 1986 | Никто, кроме тебя и Единокровка | Хосе Рендон                     |
| 1986 | Безудержная и Пожить немножко   | Рафаэль Банкельс                |
| 1986 | Анхелика                        | Серхио Хименес                  |
| 1986 | В ожидании тебя                 | Мигель Корсега                  |
| 1987 | Волчье логово                   | Карлос Тельес и Антонио Асеведо |
| 1987 | Секретная тропа                 | Хосе Рендон                     |
| 1987 | Хитрость                        | Серхио Хименес                  |
| 1987 | Ад и слава                      | Гонсало Мартинес Ортега         |
| 1987 | Марионетки                      | Мигель Корсега                  |
| 1988 | Путь к славе                    | Рауль Арайса                    |

### 1990-е
| Год  | Название теленовеллы  | Режиссёр(ы)                         |
| ---- | --------------------- | ----------------------------------- |
| 1990 | Дом в конце улицы     | Хорхе Фонс                          |
| 1991 | Когда приходит любовь | Мигель Корсега                      |
| 1992 | Цепи горечи           | Луис Велес                          |
| 1993 | На встречу солнцу     | Моника Мигель                       |
| 1995 | Полёт орлицы          | Гонсало Мартинес и Хорхе Фонс       |
| 1996 | Узы любви             | Мигель Корсега и Моника Мигель      |
| 1997 | В плену страсти       | Бенжамин Канн и Клаудия Рейес Рубио |
| 1998 | Мария Исабель         | Мигель Корсега и Моника Мигель      |
| 1999 | Привилегия любить     | Мигель Корсега и Моника Мигель      |

### 2000-е
| Год  | Название теленовеллы    | Режиссёр(ы)                                             |
| ---- | ----------------------- | ------------------------------------------------------- |
| 2000 | Обманутые женщины       | Серихо Хименес                                          |
| 2001 | Обними меня крепче      | Мигель Корсега                                          |
| 2002 | Источник                | Моника Мигель                                           |
| 2003 | Другая                  | Бенжамин Канн                                           |
| 2003 | Моя любимая девочка     | Альфредо Гуррола и Клаудия Рейес Рубио                  |
| 2003 | Класс 406               | Луис Пардо и Хуан Карлос Муньос                         |
| 2006 | Мачеха                  | Эрик Моралес и Хорхе Эдгар Рамирес                      |
| 2006 | Рассвет                 | Моника Мигель                                           |
| 2006 | Мятежники               | Луис Пардо и Хуан Карлос Муньос                         |
| 2006 | Мечты и карамель        | Карина Дюпрес и Лили Гарса                              |
| 2007 | Самая красивая дурнушка | Сальвадор Гансини и Родриго Саубос                      |
| 2007 | Раны любви              | Лили Гарса и Маурисио Родригес                          |
| 2007 | Скрытая правда          | Клаудия Рейес Рубио и Хосе Анхель Гарсия                |
| 2007 | Два лица страсти        | Гастон Тусет и Клаудия Элиса Агилар                     |
| 2007 | Жестокий мир            | Альберто Диас и Хорхе Эдгар Рамирес                     |
| 2008 | Очищенная любовь        | Мигель Корсега, Виктория Родригес и Рикардо де ла Парра |
| 2008 | Страсть и власть        | Моника Мигель                                           |
| 2008 | Я люблю Хуана Керендона | Лили Гарса и Маурисио Родригес                          |
| 2009 | Железная душа           | Эрик Моралес и Хавьер Ромеро                            |
| 2009 | Осторожно с ангелом     | Виктор Мануэль Фоулюкс и Виктор Родригес                |
| 2009 | Огонь в крови           | Эдгар Рамирес и Альберто Диас                           |

### 2010-е
| Год  | Название теленовеллы               | Режиссёр(ы)                                          |
| ---- | ---------------------------------- | ---------------------------------------------------- |
| 2010 | Очарование                         | Моника Мигель и Карина Дюпрес                        |
| 2010 | Преуспевающие Пересы               | Бенжамин Канн и Алехандро Гамбоа                     |
| 2010 | Мой грех                           | Аурелио Авила и Хорхе Фонс                           |
| 2013 | Для неё я Ева                      | Бенжамин Канн и Родриго Саунбос                      |
| 2013 | Корона слёз                        | Хуан Карлос Муньос и Алехандро Гамбоа                |
| 2013 | Бездна страсти                     | Клаудия Рейес Рубио и Серихио Катаньо                |
| 2014 | Лгать чтобы выжить                 | Бенжамин Канн и Родриго Саунбос                      |
| 2014 | Настоящая любовь                   | Сальвадор Гарсини и Алехандро де ла Парра            |
| 2014 | Потому что любовь решает всё       | Хорхе Фонс                                           |
| 2015 | Я не верю мужчинам                 | Луис Велес, Хавьер Ромеро и Эрик Моралес             |
| 2015 | Цвет страсти                       | Франсиско Франко и Хуан Пабло Бланко                 |
| 2015 | Моё сердце твоё                    | Хорхе Фонс, Аурелио Авила и Лили Гарса               |
| 2015 | Какие же богатые эти бедные''      | Бенжамин Канн и Родриго Саунбос                      |
| 2016 | Не отпускай меня                   | Лили Гарса и Фернандо Несме                          |
| 2016 | Лучше умереть, чем быть как Личита | Бенжамин Канн и Родриго Саунбос                      |
| 2016 | Тень прошлого                      | Хосе Элиас Морено                                    |
| 2016 | Соседка                            | Клаудия Элиас Агилар и Хуан Пабло Бланко             |
| 2016 | Итальянка собирается замуж         | Хуан Карлос Муньос и Луис Пардо                      |
| 2017 | Кандидатка                         | Эрик Моралес и Хуан Пабло Бланко                     |
| 2017 | Отель секретов                     | Франсиско Франко и Ана Лорена Перес Риос             |
| 2017 | Без следа                          | Уолтер Дохнер и Ана Лорена Перес Риос                |
| 2017 | Трижды Ана                         | Клаудия Рейес Рубио и Серихио Катаньо                |
| 2017 | Вино любви                         | Сальвадор Санчес и Сантьяго Барбоса                  |
| 2018 | Поддаться искушению                | Эрик Моралес и Хуан Пабло Бланко                     |
| 2018 | Двойная жизнь Этелы Каррильо       | Бенжамин Канн и Родриго Саунбос                      |
| 2018 | Я признаю свою вину                | Клаудия Рейес Рубио и Серихио Катаньо                |
| 2018 | У моего мужа есть семья            | Эктор Бонилья и Аурелио Авила                        |
| 2018 | Лучший папа среди мам              | Бенжамин Канн и Родриго Саунбос                      |
| 2019 | Любить до смерти                   | Алехандро Лосано, Карлос Кокк и Роландо Окампо       |
| 2019 | Дочери луны                        | Сальвадор Санчес и Алехандро Гамбоа                  |
| 2019 | Пилот 2                            | Роландо Окампо                                       |
| 2019 | Like                               | Луис Пардо и Елой Гануса                             |
| 2019 | Семья моего мужа стала ещё больше  | Аурелио Авоньа, Франсиско Франко и Хуан Пабло Бланко |

## Рекорды и достижения
- Режиссёры, получившие наибольшее количество наград (6):
  - Мигель Корсега
  - Моника Мигель
- Режиссёры, выигравшие во всех своих номинациях (2):
  - Рауль Арайса
  - Луис Велес
- Режиссёр, имеющий самое большое количество номинаций (9):
  - Мигель Корсега
- Режиссёр с самым большим количеством не выигранных номинаций (4):
  - Серихио Катаньо
- Самые молодые победители в номинации:
  - Клаудия Рейес Рубио — 30 лет
- Самый молодой номинант на премию:
  - Клаудия Рейес Рубио — 36 лет
- Самый старший победитель в номинации:
  - Мигель Корсега — 78 лет
- Самый старший номинант на премию:
  - Хорхе Фонс — 76 лет
- Режиссёры, победившие с самым маленьким интервалом между победами (1 год):
  - Бенжамин Канн и Родриго Саунбос (Для неё я Ева[исп.], 2013 и Лгать чтобы выжить[исп.], 2014)
  - Эрик Моралес и Хуан Пабло Бланко (Кандидатка, 2017 и Поддаться искушению, 2018)
- Режиссёр, победивший с самым большим интервалом между победами:
  - Моника Мигель (На встречу солнцу[исп.], 1993 и Источник[исп.]) — 9 лет